# مساحة شخصية

رسم توضيحي لـ إدوارد تي هال يبين دوائر ردود الأفعال الشخصية (1966)، مع قياس نصف القطر بوحدتي القدم والمتر

المساحة الشخصية هي عبارة عن المنطقة التي تحيط بالفرد ويعتبرها ملكًا له من الناحية النفسية. وتمثل هذه المساحة قيمة خاصة لأغلب الأشخاص بل ينتابهم الشعور بعدم الارتياح أو الغضب أو التوتر حال التعدي علي هذه المساحة. فالسماح لشخص ما بدخول المساحة الشخصية ودخول المساحة الشخصية لشخص آخر هما مؤشرين لتطور العلاقات بين الأفراد. فهناك المنطقة الحميمية المخصصة لمن نحبهم وللأطفال وأفراد العائلة المقربين. وهناك منطقة أخرى تستخدم في التحاور مع الأصدقاء والدردشة مع الزملاء والحوارات الجماعية، وتوجد منطقة أبعد مخصصة للغرباء والمجموعات المتكونة حديثًا والمعارف الجدد، أما المنطقة الرابعة فتستخدم وقت إلقاء الخطب والمحاضرات والذهاب إلى العروض المسرحية، أما المساحة العامة فهي ذلك الإطار المخصص للجمهور العريض.
إن دخول المساحة الشخصية للغير ما هو إلا مؤشر على مدى الألفة وأحيانًا على اللحظات الحميمية. ولكن، في المجتمع الحديث وخاصة في المدن المزدحمة، نجد أنه يصعب في بعض الأحيان الحفاظ على هذه المساحة مثل القطارات المزدحمة أو المصاعد أو الشارع. ويجد الكثيرون أن هذا التقارب المادي أمر مزعج نفسيًا ويبعث على الشعور بعدم الارتياح، علي الرغم من أنه واقع مقبول في المجتمع الحديث. فهم يتحاشون تلاقي أعينهم مع الآخرين في هذا المكان المزدحم العام. فحتى في الأماكن المزدحمة ينبغي الحفاظ على مساحة شخصية، ومن الطبيعي أن يكون التلامس الحميمي والحركات الجنسية مثل التحرش والتلامس اتصالاً جسديًا غير مقبول.
يعتقد أن اللوزة الدماغية هي المسؤولة عن ردود أفعال الأشخاص القوية عندما يتعدى الغير على مساحاتهم الشخصية، حيث تختفي ردود الأفعال تلك لدى الأشخاص الذين يعانون خللاً في اللوزة الدماغية، بينما تنشط اللوزة الدماغية عندما يقترب الأشخاص من بعضهم البعض جسديًا.
كان إدوارد تي هال أول من قدم فكرة المساحة الشخصية، وهو من أنشأ مفهوم القربيات. وفي كتابه البعد الخفي (1966)، وصف الأبعاد الموضوعية التي تحيط بكل شخص وأيضا المساحات المادية التي يحاول المرء أن يضعها بينه وبين الآخرين، حسب الفروق الثقافية الطفيفة.

## الحجم
إن المساحة الشخصية للمرء (ومنطقة الراحة بالتبعية) هي في المقام الأول من المتغيرات التي يصعب قياسها بدقة. ولكن التقديرات على سبيل المثال هي حوالي 60 سنتيمتر (24 in) من الجانبين، و70 سنتيمتر (28 in) من الأمام و40 سنتيمتر (16 in) من الخلف، وهي المسافة التقديرية مع الشخص الغربي العادي.

## تباين المساحات الشخصية

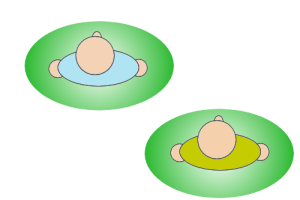
شخصان لا يؤثران على المساحة الشخصية لبعضهما البعض

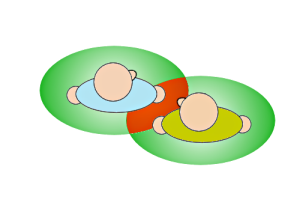
رد فعل شخصين تداخلت المساحات الشخصية لهما

إن المساحة الشخصية من المسائل المتغيرة بدرجة كبيرة. فهؤلاء الذين يعيشون في أماكن مكتظة بالسكان يتمتعون بمساحة شخصية صغيرة. سكان الهند لديهم مساحة شخصية أصغر من سكان السهوب المنغولية، مع الأخذ في الاعتبار المسكن والفرد مع كلا الشعبين. للاطلاع علي أمثلة تفصيلة، انظر كتاب الاتصال الجسدي والمساحة الشخصية في الولايات المتحدة.
لقد تغيرت المساحة الشخصية على مدار التاريخ في الثقافة الأوروربية منذ الإمبراطورية اليونانية بتغير الحدود الفاصلة بين ما هو عام وما هو خاص. وقد تم تناول هذا الموضوع في مقالة بعنوان تاريخ الحياة الخاصة، تحت رئاسة تحرير كل من فيليب أريه وجورجس دوبي، والتي نشرتها مجلة «بيلك ناب بريس» باللغة الإنجليزية.
تتأثر المساحة الشخصية أيضًا بمكانة المرء في المجتمع، فالأشخاص الأكثر ترفًا يحتاجون مساحة شخصية أكبر.[بحاجة لمصدر]
البعض يفرض لنفسه استثناءات ويعدل في مساحته الشخصية حسب متطلباته. فقد تسمح بعض العلاقات بتعديل المساحة الشخصية مثل الروابط الأسرية، والعلاقات الرومانسية والأصدقاء والمعارف المقربين حيث تزداد درجة الثقة والقرب بما يسمح بتعديل المساحة الشخصية.
المساحة الشخصية دائرية إلى حد ما ويبلغ نصف قطرها حوالي متر واحد. يحتفظ الذكور بمسافات أكبر من بعضهم البعض مقارنة بأزواج الإناث أو الأزواج المختلطة.

## التكيف
وفقًا لعالم النفس روبرت سومر، أحد أساليب التعامل مع التعدي علي المساحة الشخصية هو صورة العدو. ويضيف، في مترو الأنفاق، على سبيل المثال، يتخيل حشود الركاب غالبًا أن هؤلاء المتطفلين على مساحتهم الشخصية بأنهم كالجماد. بينما السلوك مسألة أخرى: فحين يهم المرؤ بالحديث إلى شخص آخر قد يحدث غالبًا هذان الموقفان، حيث يتقدم المرؤ لدخول ما يعتقد أنها مساحة التحاور بينما يتقهقر الشخص المتحدث إليه إلى الخلف لاستعادة مساحته الشخصية.[بحاجة لمصدر]

## المساحة بين الأشخاص
المساحة بين الأشخاص هي من الناحية النفسية عبارة عن «الدائرة» التي تنشأ بوقوف الشخص قريبًا جدًا من شخص آخر. أظهرت الدراسات أن هناك أربع مناطق مختلفة للمساحة بين الأشخاص:
1. مسافة الحميمية تبدأ عند التلامس إلى مسافة 18 بوصة تقريبًا (46 سم) وهي مخصصة للعشاق والأطفال وأفراد العائلة المقربين والأصدقاء وكذلك الحيوانات الأليفة.
2. تبدأ المسافة الشخصية على بعد ذراع تقريبًا، لتبدأ على بعد 18 بوصة (46 سم) من الشخص وتنتهي على بعد 4 أقدام (122 سم). وتستخدم هذه المسافة في أحاديث الأصدقاء والدردشة مع الأصحاب وفي الحوارات الجماعية.
3. المسافة الاجتماعية التي يترواح بعدها بين 4 و8 أقدام (1.2 متر - 2.4 أمتار) عن الشخص تكون للتعامل مع الغرباء والمعارف الجدد.
4. المسافة العامة لا تقل عن 8 أقدام (2.4 أمتار) عن الشخص الآخر، وتتمثل في إلقاء الخطب والمحاضرات والعرض المسرحي. فالمسافة العامة مخصصة في المقام الأول للجمهور العريض.[2]

## المساحة النفسية العصبية
يشرح علم النفس العصبي المساحة الشخصية علي أساس «القرب» من الجسد.
1. المساحة خارج الشخصية: هي المساحة التي لا تكون في متناول الشخص.
2. المساحة شبه الشخصية: هي المساحة التي تكون في متناول أي طرف من أطراف الشخص. أي عندما تكون المساحة على «مسافة ذراع» فهي في إطار المساحة شبه الشخصية للمرء.
3. المساحة في محيط الجلد: هي المساحة التي تبتعد قليلاً عن أجسادنا ولكنها قريبة للغاية لدرجة لمسها. تتعارض حاستي النظر واللمس في بعض الأحيان فيما يتعلق بالمساحة في محيط الجلد، فعلى سبيل المثال، قد يرى الشخص ريشة تبعد بمقدار لا تستطيع أن تلمس بشرته إلا أنه يشعر بقشعريرة ملمسها علي يده.[6]

أضاف بريفك  تقسيمات فرعية أخرى للمساحة خارج الشخصية منها المساحة البؤرية خارج الشخصية والمساحة خارج الشخصية الفعلية والمساحة خارج الشخصية المحيطة. وتوجد المساحة البؤرية خارج الشخصية في مسارات البؤرة الأمامية في مركز الإبصار وهي متمركزة ومربوطة بشكل شبكي في العين وكذلك المسؤولة عن البحث عن الأجسام وتمييزها. توجد المساحة خارج الشخصية الفعلية في المسار الوسطي البؤري الأمامي، وهي تمتد في المحيط الخارجي بأكمله ومركزها الرأس وهي المسؤولة عن تحديد الاتجاهات والتحركات في المحيط الطوبوغرافي. وتحقق المساحة خارج الشخصية الفعلية «وجود» عالمنا. وتتجه المساحة خارج الشخصية المحيطية خلال محيط مسارات الجدارية البصرية القذالية قبل أن تنضم إلى الدهليز ومراكز الإحساس الأخرى من أجل التحكم في الأوضاع والاتجاهات علي الأرض مع قوة الجاذبية الأرضية. أظهر العديد من الدراسات التي أجريت حول تجهال المساحة شبه الشخصية والمساحة خارج الشخصية أن المساحة شبه الشخصية توجد في الفص الجداري الخلفي للمخ بينما تستقر المساحة خارج الشخصية في الفص الصدغي الأمامي للمخ.

## لوزة دماغية
تربط الأبحاث اللوزة الدماغية بالانفعالات الشعورية والتقارب مع الآخرين لسببين. أولهما أنه يتم تحفيزها عن طريق ذلك التقارب، وثانيهما افتقار الأشخاص الذين لديهم خلل ثنائي شامل فيها إلى الإحساس بحواجز المساحة الشخصية. كما ذكر الباحثون: «تشير النتائج التي توصلنا إليها إلى أن اللوزة الدماغية تتوسط قوة التنافر التي تساعد علي المحافظة علي الحد الأدنى من المسافة بين الأشخاص. بالإضافة إلى ذلك، تتوافق تلك النتائج مع تلك التي أجريت على القرود التي كانت تعاني من آفة ثنائية باللوزة الدماغية، وكان التقارب مع القرود الأخرى أو مع البشر لا يشكل لها صعوبة، لذا نجد أن هذه النتيجة ترجع إلى غياب الانفعالات الجياشة الناتجة عن التعدي على المساحة الشخصية.»